# Ustilaginaceae
Ustilaginaceae é uma família de fungos na ordem Ustilaginales. Contém 18 géneros e 607 espécies.

## Géneros
| - Ahmadiago, - Anomalomyces, - Centrolepidosporium, - Eriocaulago, - Eriomoeszia, - Eriosporium, | - Franzpetrakia, - Juliohirschhornia, - Macalpinomyces, - Melanopsichium, - Moesziomyces, - Parvulago, | - Pericladium, - Pseudozyma, - Sporisorium, - Tranzscheliella, - Ustilago, - Yenia. |